# Аделанж
Адела́нж (фр. Adelange) — коммуна на северо-востоке Франции в регионе Гранд-Эст (бывший Эльзас — Шампань — Арденны — Лотарингия), департамент Мозель, округ Форбак — Буле-Мозель, кантон Фолькемон.

## Географическое положение
Аделанж расположен в 35 км к востоку от Меца. Граничит с коммунами: Фолькемон и Валь-ле-Фолькемон на севере, Геслен-Эмерен на северо-востоке, Виллер на юго-востоке, Эншевиль на юге, Тонвиль и Тикур на юго-западе, Менвиллер на северо-западе.
Площадь коммуны — 5,81 км², население — 227 человек (2006) с тенденцией к стабилизации: 211 человек (2013), плотность населения — 36,3 чел/км².

## История
- Коммуна бывшего герцогства Лотарингия.

## Население
Численность населения коммуны в 2008 году составляла 213 человек, в 2012 году — 210 человек, а в 2013-м — 211 человек.
| 1962 | 1968 | 1975 | 1982 | 1990 | 1999 | 2006 | 2008 | 2011 | 2012 | 2013 |
| ---- | ---- | ---- | ---- | ---- | ---- | ---- | ---- | ---- | ---- | ---- |
| 181  | 153  | 171  | 197  | 178  | 208  | 227  | 213  | 219  | 210  | 211  |

Динамика населения:

## Экономика
В 2010 году из 140 человек трудоспособного возраста (от 15 до 64 лет) 100 были экономически активными, 40 — неактивными (показатель активности 71,4 %, в 1999 году — 59,9 %). Из 100 активных трудоспособных жителей работали 86 человек (45 мужчин и 41 женщина), 14 числились безработными (6 мужчин и 8 женщин). Среди 40 трудоспособных неактивных граждан 16 были учениками либо студентами, 14 — пенсионерами, а ещё 10 — были неактивны в силу других причин.

## Достопримечательности
- Следы древнеримского тракта.
- Развалины средневекового крепостного замка.
- Церковь Сен-Рош 1804 года.
- Часовня Сент-Юбера 1866 года.